# 池田七三郎
池田 七三郎（いけだ しちさぶろう、嘉永2年11月13日（1849年12月27日） - 昭和13年（1938年）1月16日）は、新選組隊士。本名は稗田 利八（ひえだ りはち）。

## 生涯
上総国山辺郡田間村（現在の千葉県東金市）の商人の三男として生まれる。元治元年（1865年）に武士になりたいとの願いから江戸に出て、天野精一郎の道場で剣術を学び、旗本の家臣となる。
慶応2年（1867年）に新選組に入隊し、明治元年（1868年）の鳥羽・伏見の戦いや甲陽鎮撫隊に参加。 甲州勝沼の戦いでは重傷を負うが農民に助けられ一命を取り留める。その後会津戦争へ出陣し、8月の母成峠の戦いで敗れると斎藤一らと会津に残留。10月に高崎藩兵士に降伏。東京護送後、1年の謹慎を経て放免となり、 日本橋材木町にあった出店に戻り、それからは商人として生きた。
昭和4年（1929年）、子母沢寛の取材を受け、回顧録「新選組聞書（稗田利八翁思出話）」を口述した。
昭和13年（1938年）1月16日、死去。享年90（満88歳没）。七三郎の死により、新選組隊士は全員がこの世を去った。墓は東京都港区麻布台の真浄寺。